# Bykle
Bykle è un comune norvegese della contea di Agder. Il centro amministrativo del comune è il villaggio di Bykle. Altri villaggi nel comune di Bykle includono Berdalen, Bjåen, Breive, Hoslemo, Hovden e Nordbygdi. Bykle divenne un comune il 1º gennaio 1902, quando fu separato dal comune di Valle.
Il comune si estende su 1.467 chilometri quadrati.

## Nome
Il comune (ed originariamente la parrocchia) prende il nome dalla vecchia fattoria di Byklum (Byklar in norreno), poiché lì fu costruita la prima chiesa di Bykle. La fattoria prende il nome dal lago Bykil, ma il significato di quel nome è sconosciuto. Storicamente, il nome è stato scritto Bøgle o Bøckle, ma l'ortografia è stata Bykle dal XIX secolo.

## Stemma
Lo stemma è di epoca moderna (1986) e mostra undici goccioline d'argento su sfondo verde. Le goccioline d'acqua furono scelte come simbolo per l'acqua e i fiumi del comune, così come per la centrale idroelettrica, che fu fondata nel 1915. Il colore verde dello sfondo simboleggia l'agricoltura.

## Geografia
Bykle si trova nella parte settentrionale della valle della Setesdal. Confina a nord con il comune di Vinje e ad est con il comune di Tokke, entrambi situati nella contea di Telemark. Confina a sud con Valle e Sirdal, entrambi nella contea di Agder. Confina a sud-ovest con il comune di Forsand e ad ovest con i comuni di Hjelmeland e Suldal, tutti nella contea di Rogaland.
Ci sono molti laghi all'interno del comune, tra cui Blåsjø, Botsvatn, Hartevatnet, Holmavatnet, Ormsavatnet, Reinevatn, Skyvatn, Store Urevatn, Svartevatnet e Vatndalsvatnet e Ytre Storevatnet.
La catena montuosa Setesdalsheiene attraversa il comune, compresa la montagna più alta della catena, Sæbyggjenuten a 1.507 metri sul livello del mare. Il passo Byklestigen è un tortuoso sentiero su una ripida scogliera. Fino al 1870, era l'unica strada per raggiungere Bykle dalla parte media della valle di Setesdal a sud. Si trova sul fiume Otra ed è stata il sito di numerosi incidenti. Il lato orientale della valle è fiancheggiato dalle montagne Gråsteinsnosi, Brandsnutene, Svolhusgreini, Sæbyggjenuten e Støylsdalsnutene. Il lato occidentale della valle è fiancheggiato dalle montagne Storhellernuten, Skyvassnuten, Sveigen e Kaldafjellet. Il confine meridionale del comune è segnato dalla montagna Steinheii. Le montagne Urevassnutene, Djuptjønnuten, Snjoheinuten e Kvervetjønnuten segnano gli altopiani nella parte sud-occidentale del comune, a nord-ovest del villaggio di Bykle.

## Storia
A Storhedder, a nord del lago Storheddervatnet vicino alla montagna Storheddernuten, ci sono iscrizioni runiche preistoriche.
L'area di Hovden era più interconnessa con i distretti a ovest delle montagne rispetto alle comunità più in basso nella valle di Setesdal. La principale via commerciale dell'altopiano montano conduceva a ovest fino al comune di Suldal, nel Rogaland. Il passo Byklestigen era la linea di divisione tra dialetti; a Valle a sud si parlava la classica lingua Setesdal, mentre a Bykle il dialetto comprende una significativa mescolanza della vicina contea di Telemark.
I falchi erano intrappolati nelle alture sopra Bykle. Già dal 1203 e fino al 1780 ci sono notizie di trappole per falchi inglesi e olandesi a Breivik a Bykle. Una conseguenza delle numerose visite olandesi nel 1560 fu la scoperta che i nativi non avevano una resistenza naturale alla sifilide; venne inviato un medico statale per arginare la malattia.

## Luoghi d'interesse
- La vecchia chiesa di Bykle, costruita nel 1619, si trova nel villaggio di Bykle e sorge sul sito di un'antica stavkirke;
- La nuova chiesa di Bykle, progettata dall'architetto Hans Olaf Aanensen e completata nel 2004[4];
- La chiesa di Fjellgardane, costruita nel 1957 nel villaggio di Hovden;

- Musei all'aperto a Huldreheimen e Lislestog;

- La località sciistica e il villaggio di Hovden, a nord lungo la strada nazionale norvegese 9;

- Museo dell'acciaio dell'età vichinga, situato a Hovden;

- Iscrizioni runiche preistoriche a Storhedder.

## Geografia antropica

### Località facenti parte del comune
- Bykle, villaggio di 249 abitanti e centro amministrativo del comune[5], situato sul fiume Otra e sulla strada nazionale norvegese 9;
- Berdalen, piccolo villaggio cresciuto attorno a tre fattorie[6], situato sul fiume Otra e sulla strada nazionale norvegese 9;
- Bjåen o Bjåi, villaggio situato sulla sponda nord del lago Breidvatn;
- Breive, villaggio situato sulla sponda nord del lago Breivevatnet;

- Hoslemo, villaggio situato sul fiume Otra e sulla strada nazionale norvegese 9;
- Hovden, villaggio di 397 abitanti[7] noto come centro turistico per gli sport invernali;
- Nordbygdi, villaggio situato sulla riva nord del lago Botsvatn.

## Economia
Bykle ha diversi impianti di generazione di energia idroelettrica. Il secondo settore produttore di entrate per Bykle è la struttura per lo sci alpino di Hovden. Grazie alla sua grande quantità di energia idroelettrica, Bykle è attualmente il più ricco dei comuni della valle della Setesdal.